# Juca Ferreira
João Luiz Silva Ferreira, más conocido como Juca Ferreira (Salvador de Bahía, 31 de enero de 1949) es un sociólogo y político brasileño.

## Biografía
Juca Ferreira nació en Salvador de Bahía en 1949. Fue líder estudiantil durante sus estudios de secundaria y, en 1968, llegó a ser elegido presidente de la Unión Brasileña de Estudiantes de Secundaria (UBES), el mismo día que se decretó el AI-5 (que prohibió la organización estudiantil UBES, entre otras organizaciones).
Ingresó en la resistencia al régimen militar y pasó nueve años en el exilio, en países como Chile, Suecia o Francia. Estudió Lenguas Latinas en la Universidad de Estocolmo, en Suecia, y Ciencias Sociales en la Universidad París 1 - Sorbona, en Francia, donde se formó.
De vuelta a Brasil, trabajó como asesor especial de la Fundación Cultural del Estado de Bahía (FUNCEB) y colaboró en distintos proyectos en el área de Cultura. 
En 1981, comenzó su militancia en el área medioambiental como militante en ambientalistas. En 1988 se afilió al Partido Verde. 
A comienzos de la década de 1990, participó en fundación de los primeros proyectos de arte-educación de Brasil, como el Proyecto Axé, dirigido a los niños y adolescentes en situación de riesgo social. Ferreira incluyó la dimensión cultural en las acciones socioeducativas de Axé, hoy considerada una de las más importantes características del proyecto. Más tarde fue secretario municipal de Medio Ambiente de Salvador y presidente de la Asociación Nacional de Municipios y Medio Ambiente (ANAMMA). También participó en la creación de uno de los primeros movimientos socioambientalistas de Bahía, el SOS Chapada Diamantina. Entre 1993 y 1997, desarrolló con las comunidades de terreiros de Candomblé una de las más reconocidas acciones socioambientalistas de Bahía, el proyecto ecoantropológico Jardim das Folhas Sagradas. 
Fue vicepresidente de la Fundación Movimento Onda Azul, cuyo presidente era el músico Gilberto Gil. Fue elegido dos veces vereador del municipio de Salvador, de 1993 a 1996 y de 2000 a 2004.
Durante su última legislatura como vereador, en 2003, fue llamado por el ministro Gilberto Gil para asumir el cargo de Secretario ejecutivo del Ministerio de Cultura, donde permaneció durante los cinco años y medio de gestión de Gilberto Gil, que dimitió del cargo el 29 de julio de 2008 por motivos personales.

## Ministro de Cultura
En agosto de 2008, fue invitado por el presidente de la República, Lula da Silva, a asumir el cargo de ministro de Estado de Cultura. Tomó posesión el 28 de agosto de 2008. Ferreira permaneció al frente del MinC hasta el final del Gobierno Lula da Silva.
Durante cinco años, participó como representante de la sociedad civil en la Agenda XXI Nacional y, en el año 2004, integró el grupo de elaboración de la Agenda XXI de Cultura, en Barcelona (España). En 2011, coordinado por la Secretaría General Iberoamericana, presidió el Año Internacional de los Afrodescendientes.
Entre 2013 y 2014, fue Secretario de Cultura de la Ciudad de São Paulo, bajo la gestión de Fernando Haddad.
Tras la reelección de la presidenta Dilma Rousseff, fue anunciado su segundo mandato como ministro de Cultura, el 30 de diciembre de 2014.
En julio de 2017, fue anunciado por el prefeito Alexandre Kalil como nuevo presidente de la Fundación Municipal de Cultura de Belo Horizonte.